# Chancho en piedra (salsa)
El chancho en piedra es una salsa típica chilena, originaria de la zona de Talca. Recibe su nombre porque los ingredientes deben ser molidos en un mortero de piedra, a pesar de que no incluye chancho (carne de cerdo). Los ingredientes son tomates y especias (generalmente las mismas del pebre) que son triturados en una piedra ad hoc. Es una salsa de lenta preparación que conviene preparar y servir inmediatamente. Por esta razón, rara vez se sirve en restaurantes públicos por las dificultades de su preparación.
Posiblemente sea una derivación de la palabra de origen quechua chanco o chancar que significa triturar el mineral en el lenguaje de los mineros.

## Descripción
Se prepara a base de tomates, comino entero, pimienta, ajo, sal, ají verde y aceite, sin embargo los ingredientes varían según tradiciones o lugares donde se prepara.
Para elaborarlo se muele en un mortero comino y ajos, puede agregarse pimienta. Luego se ingresan los tomates (según la antigua tradición no debía usarse cuchillo en la preparación, es decir los tomates enteros debían molerse y jamás picarse, pero actualmente no aplica) los que se muelen totalmente hasta formar una pasta homogénea a la que se le agrega la sal. Aquí es opcional si se le agrega ají o pimentón crudo, pero actualmente casi siempre se prefiere con aceite.
Hay quienes recomiendan agregar 1 gramo de sorbato de potasio por litro, principalmente si se desea conservar.

## Origen
Según la tradición el origen estaría durante la guerra de independencia de Chile y más precisamente cuando el guerrillero Manuel Rodríguez asoció a la lucha a los bandidos capitaneados por Neira, donde juntaron los ingredientes que ambos traían y se preparó en lo alto del cerro denominado Piedra Peña y que su nombre deriva de la mítica leyenda de la preparación de esta salsa típica y que un forajido de apellido Martínez comentó que "parecían chanchos comiendo en una piedra". Donde menciona a modo de humor donde estaban situados en ese instante.
Se presume que su denominación, específicamente el nombre “chancho”, procede del vocablo de origen quechua “chancar”, que se refiere a machacar o triturar. De ahí su nombre “Chancho en Piedra”.

## Reconocimientos
En junio de 2023 la revista gastronómica TasteAtlas destacó al chancho en piedra como la "salsa mejor valorada del mundo", y en diciembre del mismo año fue considerada por la misma revista como la "mejor salsa del mundo".